# Kótecudžó no kabaneri
Kótecudžó no kabaneri (japonsky 甲鉄城のカバネリ; anglicky Kabaneri of the Iron Fortress; česky Kabaneri ze Železné pevnosti) je japonský animovaný seriál, který vytvořilo Wit Studio. Jeho režisérem je Tecuró Araki a scenáristou Ičiró Ókouči. Designérem postav je Haruhiko Mikimoto a hudbu složil Hirojuki Sawano. Anime seriál byl premiérově vysílán na televizním bloku noitaminA stanice Fuji TV od 8. dubna 2016 do 30. června 2016. Vzniklo celkem dvanáct dílů. Prolog anime byl promítán v japonských kinech po dobu jednoho týdne od 18. března 2016. Amazon vysílal seriál na streamovací službě Amazon Prime Instant Video. Vznikly také dva kompilační filmy. První byl do japonských kin uveden 31. prosince 2016 a druhý 7. ledna 2017. Společnosti Crunchyroll a Funimation spolu vydaly anime seriál na discích Blu-ray a DVD v Severní Americe. Crunchyroll také získal práva na prodej zboží.
Animovaný film Kabaneri ze Železné pevnosti: Bitva o Unato (japonsky 甲鉄城のカバネリ 〜海門決戦〜, Kótecudžó no kabaneri: Kaimon kessen), jehož příběh se odehrává šest měsíců po událostech seriálu, měl premiéru 10. května 2019.

## Příběh
Neznámý virus se objevil během průmyslové revoluce a rapidně se šíří mezi lidmi, které infikuje a přeměňuje na tzv. Kabane (japonsky カバネ). Jedná se o agresivní a nemrtvé tvory, které nelze jednoduše zabít. Jedinou možností, jak je usmrtit, je propíchnout (prostřelit) jejich zářící zlaté srdce, jež je chráněno vrstvou železa, nebo jim useknout důležitou část jejich těla (například hlavu). Proti nemrtvým je však většina zbraní na blízko a střelných zbraní na páru, které používají bušiové (japonsky 武士), neúčinná.
Na ostrovním státě nesoucím název Hinomoto (japonsky 日ノ本) postavili lidé opevněné železní stanice, ve kterých se skrývají. Lidé cestují mezi stanicemi speciálními obrněnými parními lokomotivami (japonsky 駿城, hajadžiró). Jednoho dne narazí hajadžiró, kterou unesli Kabane, do stanice Aragane. Ti ji následně zničí a obyvatele zmasakrují. Mladý technik Ikoma využije situace k otestování své zbraně proti Kabane, tzv. průrazné zbraně (japonsky ツラヌキ筒, curanuki zucu). Test je úspěšný, v jeho průběhu je však infikován. Ikoma nakonec viru odolá a stane se Kabaneri (japonsky カバネリ), hybridem mezi člověkem a Kabane. Za pomoci dívky Múmei (japonsky 無名, „Bezejmenná“), dalším Kabaneri, nastupuje Ikoma a přeživší stanice na hajadžiró pojmenované Kótecudžó (japonsky 甲鉄城, „Železná pevnost"). S ním odjíždí hledat nové útočiště a bojovat během jejich cesty s hordami Kabane.

## Postavy
- Ikoma (japonsky 生駒)

Dabing: Tasuku Hatanaka
- Mumei (japonsky 無名)

Dabing: Sajaka Senbongi
- Ajame Jomogawa (japonsky 四方川 菖蒲, Jomogawa Ajame)

Dabing: Maaja Učida
- Kurusu (japonsky 来栖)

Dabing: Tošiki Masuda
- Takumi (japonsky 逞生)

Dabing: Júki Kadži
- Kadžika (japonsky 鰍)

Dabing: Kanae Oki
- Jukina (japonsky 侑那)

Dabing: Marija Ise
- Sukari (japonsky 巣刈)

Dabing: Rjóta Ósaka
- Kibito (japonsky 吉備土)

Dabing: Kensuke Sató
- Suzuki (japonsky 鈴木)

Dabing: Maxwell Powers
- Biba Amatori (japonsky 天鳥 美馬, Amatori Biba)

Dabing: Mamoru Mijano
- Horobi (japonsky 滅火)

Dabing: Aja Endó
- Urjuu (japonsky 瓜生)

Dabing: Kaito Išikawa
- Kagejuki (japonsky 影雪)

Dabing: Šin'ičiró Miki

## Média

### Seznam dílů anime
| Č. v seriálu | Původní název                | Režie                                                           | Scénář       | Premiéra v Japonsku |
| ------------ | ---------------------------- | --------------------------------------------------------------- | ------------ | ------------------- |
| 1            | Obieru šikabane 脅える屍     | Hirojuki Tanaka, Tecuaki Watanabe a Tecuró Araki                | Ičiró Ókouči | 8. dubna 2016       |
| 2            | Akenu joru 明けぬ夜          | Hirojuki Tanaka                                                 | Ičiró Ókouči | 22. dubna 2016      |
| 3            | Sasageru inori 捧げる祈り    | Hitomi Ezoe                                                     | Ičiró Ókouči | 29. dubna 2016      |
| 4            | Nagaru čišio 流る血潮        | Tecuaki Watanabe                                                | Ičiró Ókouči | 6. května 2016      |
| 5            | Nigerarenu jami 逃げられぬ闇 | Hironobu Aojagi                                                 | Hiroši Seko  | 12. května 2016     |
| 6            | Cudou hikari 集う光          | Jasuhiro Akamacu                                                | Hiroši Seko  | 19. května 2016     |
| 7            | Ten ni negau 天に願う        | Fumihiro Ueno a Nobujoši Nagajama                               | Ičiró Ókouči | 26. května 2016     |
| 8            | Modasu karibito 黙す狩人     | Hirojuki Tanaka, Hitomi Ezoe a Kunihiro Mori                    | Ičiró Ókouči | 2. června 2016      |
| 9            | Horobi no kiba 滅びの牙      | Hironobu Aojagi, Hirojuki Tanaka a Tecuaki Watanabe             | Ičiró Ókouči | 9. června 2016      |
| 10           | Semeagu džakuša 攻め上ぐ弱者 | Hirojuki Tanaka, Tokijoši Sasaki a Jasuhiro Akamacu             | Hiroši Seko  | 16. června 2016     |
| 11           | Moeru inoči 燃える命         | Hirojuki Tanaka, Hitomi Ezoe a Kunihiro Mori                    | Ičiró Ókouči | 23. června 2016     |
| 12           | Kótecudžó 甲鉄城             | Hironobu Aojagi, Hirojuki Tanaka, Takajuki Hirao a Tecuró Araki | Ičiró Ókouči | 30. června 2016     |

### Filmy
Mezi lety 2016 a 2019 vyšly tři celovečerní animované filmy. První dva rekapitulují příběh anime seriálu. První byl do japonských kin uveden 31. prosince 2016 a druhý 7. ledna 2017. Třetí film pojmenovaný Kabaneri ze Železné pevnosti: Bitva o Unato se odehrává šest měsíců po událostech seriálu a zaměřuje se na bitvu o pevnost Unato a její okolí. Měl premiéru 10. května 2019. Dne 13. září 2019 byl mezinárodně odvysílán ve třech částech na streamovací službě Netflix.
| Č.                                      | Původní název                                                                          | Český název                                 | Režie        | Scénář       | Premiéra v Japonsku |
| --------------------------------------- | -------------------------------------------------------------------------------------- | ------------------------------------------- | ------------ | ------------ | ------------------- |
| 1                                       | Kótecudžó no kabaneri sóšúhen zenpen: Cudou hikari 甲鉄城のカバネリ 総集編 前編 集う光 | —                                           | Tecuró Araki | Ičiró Ókouči | 31. prosince 2016   |
| Film rekapituluje díly jedna až šest.   |                                                                                        |                                             |              |              |                     |
| 2                                       | Kótecudžó no kabaneri sóšúhen kóhen: Moeruinoči 甲鉄城のカバネリ 総集編 後編 燃える命  | —                                           | Tecuró Araki | Ičiró Ókouči | 7. ledna 2017       |
| Film rekapituluje díly sedm až dvanáct. |                                                                                        |                                             |              |              |                     |
| 3                                       | Kótecudžó no kabaneri: Kaimon kessen 甲鉄城のカバネリ 海門決戦                         | Kabaneri ze Železné pevnosti: Bitva o Unato | Tecuró Araki | Tecuró Araki | 10. května 2019     |

### Ostatní
Manga adaptace, kterou ilustroval Širó Jošida, byla serializována v časopise Gekkan Comic Garden nakladatelství Mag Garden od 2. května 2016 do 5. listopadu 2018. Mag Garden vydal mezi 10. prosincem 2016 a 10. prosincem 2018 čtyři svazky mangy.
Mobilní hru od TriFortu vydala pod názvem Kótecudžó no kabaneri -Ran- hadžimaru mičiato (japonsky 甲鉄城のカバネリ -乱-) společnost DMM Games. Byla vydána 19. prosince 2018 na operační systémy Android a iOS. Ve hře se nachází animované úvodní scény vytvořené Wit Studiem.

## Přijetí
V roce 2016 získala série několik cen v ocenění Newtype Anime. Jedná se o kategorie nejlepší anime seriál, nejlepší soundtrack, nejlepší design postav, nejlepší scénář a nejlepší studio.